# Пешна (крепост)
Пешна (на македонска литературна норма: Пешна) е крепост, съществувала през късната античност и средновековието, разположена край поречкото село Девич, Северна Македония.

## Описание
Крепостта е разположена югоизточно от село Девич на входа на пещерата Пешна. Датира от средновековието. До нея е открита късноантична гробница със свод от тухли и страничен вход от западната страна.

## Легенди
Според местната легенда в кулите живееле две от четирите сестри на Крали Марко - Дева и Пешна. Първата живеела в Девини кули, която била най-силната в целия регион, а втората в твърдината на входа на пещерата Пешна.